# 1957-es afrikai nemzetek kupája
Az 1957-es afrikai nemzetek kupája az első jelentős afrikai labdarúgó esemény volt a fekete kontinensen.
1957. június 7–8. között Portugáliában, Lisszabonban ültek össze az afrikai nemzetek képviselői, hogy megalakítsák a fekete kontinens labdarúgó-szövetségét (CAF) és válogatottjainak kupáját, az Afrika Kupát. A válogatottak küzdelmeinek első időpontja 1957. Szudán 1956-ban ünnepelte függetlenségét, ebből az alkalomból rendezhette az első nemzetközi labdarúgó tornát. Szudán a torna idejére, Khartoumban egy új, modern nemzeti stadiont épített – 30 000 néző befogadására, amit felajánlott a torna rendezésére. A tornarendezvény nyitva állt minden afrikai ország részére, de az első tornára csak négy csapat nevezett, azok közül is a Dél-afrikai Köztársaság válogatottját diszkvalifikálták az apartheid miatt. A tornát egyenes kieséses rendszer szerint bonyolították. A sorsolás alapján Etiópia válogatottja csak a döntőben szerepelt. Az első Afrika Kupa döntőt  Sayed Ismil Elazhari Szudán miniszterelnöke nyitotta meg. Az afrikai kontinensről a torna idejéig egyedüliként csak Egyiptom képviselte magát labdarúgó-világbajnokságon, az Olaszországban rendezett II., az 1934-es labdarúgó-világbajnokság küzdelmeiben.

## Elődöntők
| 1957. február 10. |

| Szudán     | 1–2   | Egyiptom                          |
| ---------- | ----- | --------------------------------- |
| Mánzúl 58' | (0–1) | Raafat 21' (11-esből) ad-Díba 72' |

| Stade Municipal, Kartúm Játékvezető: Guebeyehu Doube (etióp) |

| 1957. február 10. |

| Etiópia | 2–0 | Dél-afrikai Köztársaság |
| ------- | --- | ----------------------- |
|         |     |                         |

| Stade Municipal, Kartúm |

## Döntő
| 1957. február 16. |

| Egyiptom        | 4–0 | Etiópia |
| --------------- | --- | ------- |
| ad-Díba (4 gól) |     |         |

| Stade Municipal, Kartúm Játékvezető: Mohammed Youssef (szudáni) |